# جوزيف ويلسون
جوزيف ويلسون (بالإنجليزية: Joseph C. Wilson)‏ (و. 1949 – م) هو دبلوماسي من الولايات المتحدة الأمريكية. ولد في بريدجبورت، كونيتيكت.
وهو عضو في الحزب الديمقراطي الأمريكي.

## روابط خارجية
- جوزيف ويلسون على موقع الموسوعة البريطانية (الإنجليزية)
- جوزيف ويلسون على موقع إن إن دي بي (الإنجليزية)